# Kamamoto Kunishige
Kamamoto Kunishige (釜本 邦茂 (Phủ Bản Bang Mậu) sinh ngày 15 tháng 4 năm 1944) là một cựu cầu thủ bóng đá người Nhật Bản.

## Đội tuyển bóng đá quốc gia Nhật Bản
Kamamoto Kunishige thi đấu cho đội tuyển bóng đá quốc gia Nhật Bản từ năm 1964 đến 1977.

## Thống kê sự nghiệp
| Đội tuyển bóng đá Nhật Bản | Đội tuyển bóng đá Nhật Bản | Đội tuyển bóng đá Nhật Bản |
| Năm                        | Trận                       | Bàn                        |
| -------------------------- | -------------------------- | -------------------------- |
| 1964                       | 2                          | 1                          |
| 1965                       | 3                          | 3                          |
| 1966                       | 7                          | 6                          |
| 1967                       | 5                          | 11                         |
| 1968                       | 4                          | 7                          |
| 1969                       | 0                          | 0                          |
| 1970                       | 6                          | 3                          |
| 1971                       | 6                          | 8                          |
| 1972                       | 8                          | 15                         |
| 1973                       | 3                          | 2                          |
| 1974                       | 5                          | 5                          |
| 1975                       | 7                          | 5                          |
| 1976                       | 16                         | 9                          |
| 1977                       | 4                          | 0                          |
| Tổng cộng                  | 76                         | 75                         |

## Danh dự
- Summer Olympics football top scorer: 1968
- Japanese Footballer of the Year (7): 1966, 1968, 1971, 1974, 1975, 1980, 1981
- Japan Soccer League Top Scorer (7): 1968, 1970, 1971, 1974, 1975, 1976 (on his own), 1978 (shared with Carvalho).
- Japan Soccer League Best Eleven (14): 1967, 1968, 1969, 1970, 1971, 1972, 1974, 1975, 1976, 1977, 1978, 1979, 1980, 1981.
- Japan Soccer League Assists leader (2): 1973, 1975
- Japan Soccer League Star Ball Award (5): 1967, 1968, 1970, 1971, 1972
- Japan Soccer League Fighting Spirit Award (1): 1968
- Japan Soccer League 100 goals Award: 1974
- Japan Soccer League 200 goals Award: 1981